# Xerosaprinus vitiosus
Xerosaprinus vitiosus är en skalbaggsart som först beskrevs av J. L. Leconte 1851.  Xerosaprinus vitiosus ingår i släktet Xerosaprinus och familjen stumpbaggar. Inga underarter finns listade i Catalogue of Life.